# Tommy Banks (Fußballspieler)
Thomas „Tommy“ Banks (* 10. November 1929 in Farnworth; † 13. Juni 2024) war ein englischer Fußballspieler. Der robuste Abwehrspieler war in der zweiten Hälfte der 1950er-Jahre eine Konstante beim Erstligisten Bolton Wanderers und 1958 Gewinner des FA Cups. Während der WM 1958 in Schweden war er Stammspieler in der englischen Nationalmannschaft, als er in allen vier Begegnungen zum Einsatz kam.

## Sportlicher Werdegang
Banks spielte in der Jugend bei einem kleinen Team mit dem Namen „Partridges“ (deutsch: „Rebhühner“) und arbeitete zeitgleich in einem nahegelegenen Kohlebergwerk, bevor er im Oktober 1947 in seiner Heimat bei den Bolton Wanderers einen ersten Profivertrag unterschrieb. Sein Debüt in einer Erstligapartie gab der Neuling als linker Verteidiger am 24. April 1948, dem vorletzten Spieltag, gegen die Wolverhampton Wanderers (0:1). Dies war jedoch nicht der Startschuss für eine unmittelbar bevorstehende Zukunft als Stammspieler und in den folgenden fünf Jahren kam er auf nur insgesamt elf weitere Einsätze in Meisterschaftsspielen. Zu den Konkurrenten, die er in dieser Zeit nicht verdrängen konnte, hatte auch sein fast zehn Jahre älterer Bruder Ralph gehört. Ab der Saison 1953/54 nahm die Karriere von Tommy Banks schließlich Fahrt auf. Auf der linken Abwehrseite machte er sich ligaweit aufgrund seiner Zweikampfhärte einen Namen und direkten Gegenspielern folgte er bei Ballverlust nicht selten bis in die andere Spielhälfte.
Seine größten Erfolge feierte Banks in der letzten Phase seiner bis 1961 andauernden Zugehörigkeit zu den Bolton Wanderers. Dabei markierte 1958 seinen Karrierehöhepunkt, als er mit Bolton zunächst den FA Cup errang und später den Weg in die englische A-Nationalmannschaft fand. Dabei hatte er in gewisser Weise bei beiden Ereignissen von der Flugzeugkatastrophe 1958 in München „profitiert“, bei der die Mannschaft von Manchester United verunglückt war. Drei Monate später hatte Bolton gegen ein deutlich dezimiertes Manchester United das Pokalfinale gewonnen und im englischen Kader für die anstehende WM 1958 in Schweden wurden unfreiwillig Plätze frei. Banks debütierte für die „Three Lions“ fünfzehn Tage nach dem FA-Cup-Sieg in Moskau gegen die Sowjetunion (1:1) und kurz darauf bestritt er bei der Weltmeisterschaft alle vier Vorrundenpartien (einschließlich des verlorenen Ausscheidungsspiels), darunter zwei weitere Begegnungen mit der Auswahl der UdSSR. So unverhofft sein plötzlicher Weg in die englische Nationalmannschaft, so schnell auch das anschließende Ende, als dem sechsten Länderspiel gegen Nordirland (3:3) im Oktober 1958 kein weiterer Auftritt mehr folgte. Die Vereinslaufbahn in Bolton setzte Banks bis 1961 fort und am 11. Februar 1961 nominierte ihn Trainer Bill Ridding gegen die Blackburn Rovers (0:0) letztmals in einem Pflichtspiel. Der mehr als zehn Jahre jüngere Syd Farrimond hatte ihm zwischenzeitlich den Stammplatz abgejagt.
Zu Beginn der Saison 1961/62 wechselte Banks in den Non-League football zum FC Altrincham. Dort ließ er in der Cheshire County League ebenso die Karriere ausklingen wie später bei dem aus Wales stammenden Ligakonkurrenten Bangor City. Mit Bangor erreichte er 1964 das Finale im walisischen Pokal, das gegen Cardiff City verloren ging.
Nach dem Ende der aktiven Karriere kehrte Banks der Fußballbranche den Rücken und engagierte sich später im Baugewerbe.

## Titel/Auszeichnungen
- Englischer Pokal (1): 1958